# Valet de nuit (meuble)
Vous pouvez aider à l'améliorer ou bien discuter des problèmes sur sa page de discussion.
- Il ne cite pas suffisamment ses sources. Vous pouvez indiquer les passages à sourcer avec {{référence nécessaire}} ou {{Référence souhaitée}}, et inclure les références utiles en les liant aux notes de bas de page. (Marqué depuis avril 2024)
- Certaines informations devraient être mieux reliées aux sources mentionnées dans la bibliographie ou les liens externes. Améliorez sa vérifiabilité en les associant par des références. (Marqué depuis avril 2024)

- Archive Wikiwix
- Bing
- Cairn
- DuckDuckGo
- E. Universalis
- Gallica
- Google
- G. Books
- G. News
- G. Scholar
- Persée
- Qwant
- (zh) Baidu
- (ru) Yandex
- (wd) trouver des œuvres sur Wikidata

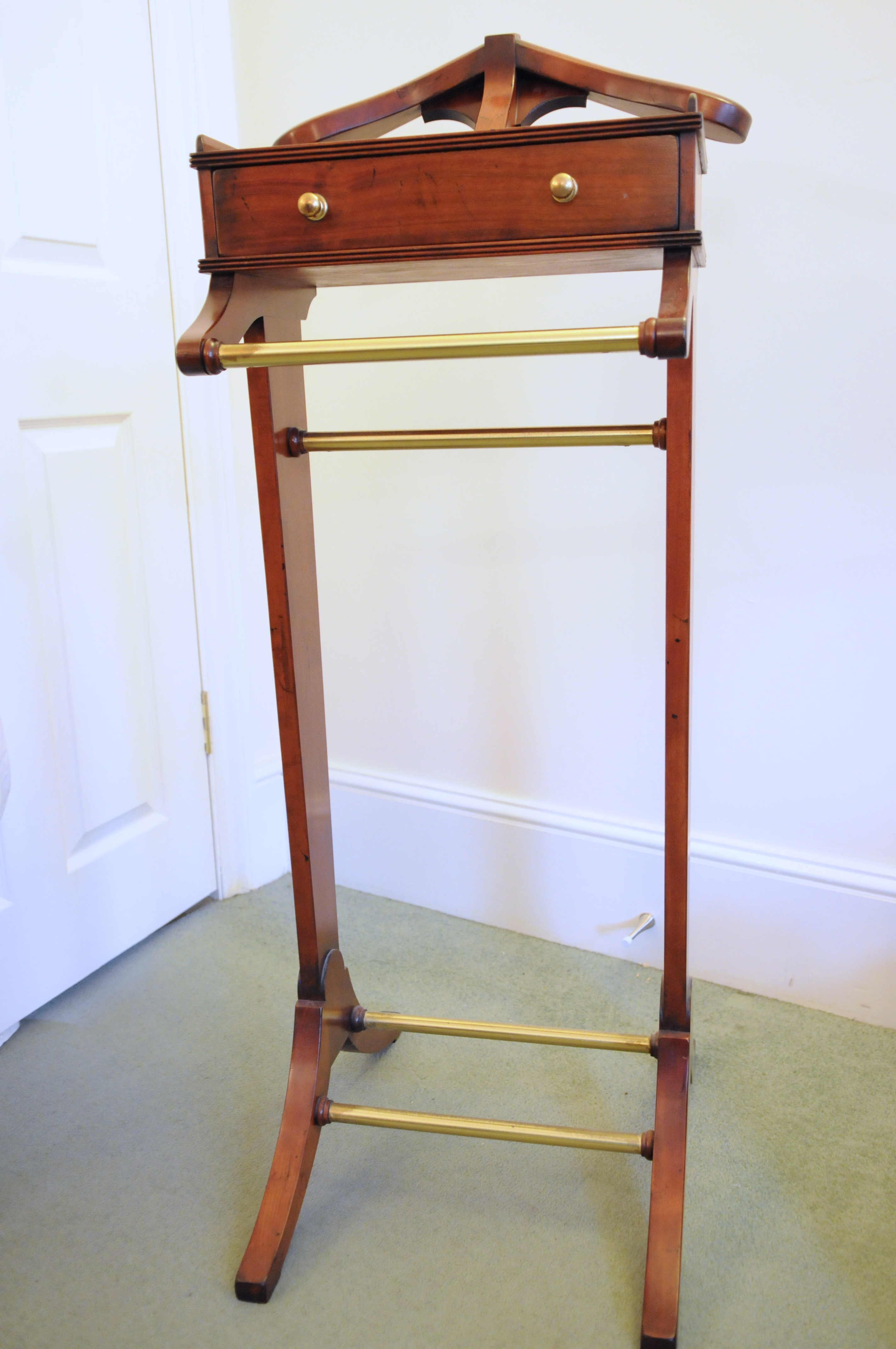
Valet de nuit en chêne

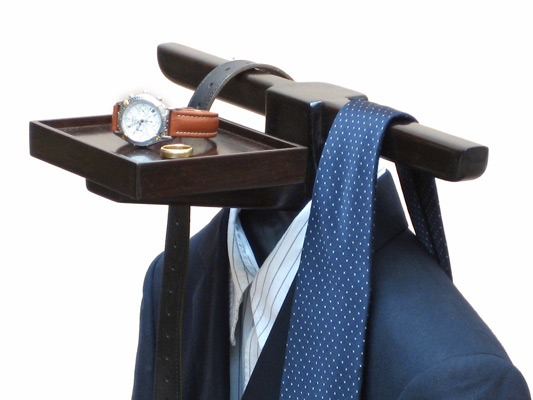
Exemple d'utilisation d'un valet de nuit

Un valet de nuit, ou valet muet, est un meuble qui permet de ranger les vêtements d'une personne pour la nuit dans la chambre à coucher. Il est généralement constitué d'un cintre pour une veste, d'une barre pour suspendre un pantalon et éventuellement d'une étagère pour les autres objets : montre, etc. Certains modèles sont équipés d'une presse électrique afin de repasser le pantalon.
Il a généralement une hauteur de 1,10 m.